# Serhi Arbouzov
Pour les articles homonymes, voir Arbouzov.
Serhi Hennadiovytch Arbouzov (en ukrainien : Сергій Геннадійович Арбузов), né le 24 mars 1976 à Donetsk, est un banquier et homme d'État ukrainien, Premier ministre par intérim du 28 janvier au 22 février 2014.

## Biographie
Il fut gouverneur de la Banque nationale d'Ukraine de 2010 à 2012 et des postes important à PrivatBank et directeur du conseil de surveillance de 2010 à 2014 de Ukreximbank.

### Carrière politique
Il est vice-premier ministre du Gouvernement Azarov II, c'est à ce titre qu'il devint premier ministre par intérim.
En septembre 2016, le Tribunal de l'UE annule le gel de ses avoirs.